# Platypalpus hualuang
Platypalpus hualuang är en tvåvingeart som beskrevs av Patrick Grootaert och Igor Shamshev 2006. Platypalpus hualuang ingår i släktet Platypalpus och familjen puckeldansflugor.
Artens utbredningsområde är Thailand. Inga underarter finns listade i Catalogue of Life.